# Menachem Pinkhof
Menachem Pinkhof (Amsterdam, 13 maart 1920 – Haifa, 15 juli 1969) was een Nederlandse verzetsstrijder tijdens de Tweede Wereldoorlog. Hij was onderdeel van de Westerweelgroep. Pinkhof was van Joodse komaf en emigreerde na de oorlog naar Israël, waar hij als ingenieur werkzaam was.

## Levensloop
Pinkhof groeide op in een religieuze familie en werd al vroeg overtuigd zionist. Dit bepaalde mede zijn keus voor een technische opleiding, want hij wilde werken aan de opbouw van de Joodse staat. Na de MTS te hebben afgerond werd hij jeugdleider van een groep Duits-Joodse vluchtelingen die vlak voor de Duitse bezetting in Nederland waren aangekomen. Deze groep werd in 1939 ondergebracht in een paviljoen in Loosdrecht. Daar ontmoette Menachem zijn latere vrouw Mirjam Waterman die als lerares aan de school van Kees Boeke in Bilthoven werkte, waar veel van de kinderen naar school gingen. Omdat de kinderen door de Duitsers van school werden gehaald opende hij samen met Waterman een joodse school in het huis van haar ouders. 
Toen in augustus 1942 deportatie dreigde, richtten Menachem en Mirjam, samen met de andere jeugdleider Joachim Simon ('Shushu') en de niet-joodse pacifistische onderwijzer Joop Westerweel (1899-1944) een netwerk op om de Joodse jeugd in het paviljoen te laten onderduiken. Het onderduiknetwerk breidde zich, met steun van veel niet-joodse kennissen van Westerweel, uit tot andere plaatsen waar zionistische jongeren een beroepsopleiding volgden. Later werd de groep die dit verzetswerk deed ook wel de "Groep Westerweel" genoemd, naar de charismatische leider ervan. Een andere veel gebruikte aanduiding is: het verzet van de Palestina Pioniers. In werkelijkheid ging het echter om een gemengde groep van Joden en niet-Joden die dezelfde idealen deelden. Door het werk van de Westerweelgroep werd het leven gered van 320 van de 821 zionistische pioniers. De meesten overleefden door onder te duiken. Zeventig onderduikers konden in de loop van 1943-1944 via Frankrijk en Spanje naar het toenmalige Palestina worden gesmokkeld.
Vlak na de oorlog schreef Pinkhof over hun activiteiten de volgende sfeerimpressie: "Verlaten ghetto van Amsterdam. Kale hotelkamers in Parijs. Volle nachttreinen naar het zuiden, tussen Duitse soldaten. Een Europa dat omgeploegd werd. Late uren in donkere steden. De zorg voor jonge mensenlevens in onze handen. De vuren van Auschwitz brandden in de nacht, en wij geloofden in het leven."
Pinkhof en zijn vrouw werden gedwongen om gedurende hun activiteiten zelf steeds op verschillende onderduikadressen te verblijven, maar werden uiteindelijk door verraad opgepakt. In 1944 werden Mirjam en Menachem gearresteerd en via het doorgangskamp Westerbork gedeporteerd naar het berucht geworden concentratiekamp Bergen-Belsen. Bij nadering van de geallieerden in april 1945 werden zij, samen met talloze andere gevangenen, op een evacuatietrein in oostelijke richting gezet, het zogeheten verloren transport. Deze trein, die vermoedelijk Theresienstadt als bestemming had, werd enkele weken later door Russische troepen bevrijd bij het dorpje Tröbitz, niet ver van de Elbe in het oosten van Duitsland. Tijdens dit evacuatietransport stierven veel gevangenen aan de vlektyfus. Menachem en Mirjam overleefden beiden. 
Menachem was door het verblijf in het concentratiekamp en de ontberingen tijdens de treinreis ernstig ziek en moest direct na de bevrijding en terugkeer in Nederland eerst aansterken. Kort na zijn huwelijk met Mirjam en de geboorte van hun eerste kind emigreerden ze in 1946 naar Israël, waar het gezin Pinkhof in Haifa ging wonen. Menachem was in de jaren vijftig en zestig werkzaam als ingenieur en onder andere betrokken bij de aanleg van de metro (Carmeliet) en de uitbreiding van de haven, beiden in Haifa. Later had hij een belangrijk aandeel in de aanleg van de nieuwe haven van Asjdod. Ook was hij al in de jaren vijftig actief betrokken bij de vorming van een Nederlands archief met getuigenissen en andere documenten in het Huis van de Gettovechters in het noorden van Israël, niet ver van Haifa. 
Over het verzetswerk van de Palestina Pioniers in Nederland en de rol van Joop Westerweel publiceerde hij enkele artikelen in het Hebreeuws en het Nederlands. Van de ziekte uit zijn tijd in het concentratiekamp is hij nooit geheel genezen. Hij overleed in zijn woonplaats Haifa in 1969. Hij en Mirjam kregen drie kinderen, onder wie Yehuda Afek, die hoogleraar is in de mathematica en computerwetenschappen aan de Universiteit van Tel-Aviv.
- Gemeinsame Normdatei: 1105696952
- International Standard Name Identifier: 0000 0000 2181 2076
- Library of Congress Control Number: n81025358
- Nationale Bibliotheek van Israël: 987007450332105171
- Nederlandse Thesaurus van Auteursnamen: 316134112
- Virtual International Authority File: 67780297
- WorldCat: E39PBJyGYDx3xb8pbC79bT3xXd